# امیله وینانته
امیله وینانته (به فرانسوی: Émile Veinante) بازیکن فوتبال و مهاجم اهل فرانسه است که از سال ۱۹۲۹ تا ۱۹۴۰ میلادی عضو تیم ملی فوتبال فرانسه بوده‌است. وی در ۲۴ بازی ملی حضور داشته است و در بازی‌های ملی‌اش ۱۴ گل به ثمر رساند.